# Lake Antoine
Lake Antoine ist einer von zwei Kraterseen auf der Karibik-Insel Grenada.

## Geographie
Der flache See liegt im Nordosten der Insel im Gebiet des Parish Saint Patrick. Er hat nur etwa 400 m Durchmesser und ist eingefasst von dem niedrigen Kraterrand, der ihn auch zur Ostküste hin abschließt. Nur etwa einen Kilometer weiter nordöstlich befindet sich der High Cliff Point, der einen Ausläufer des Vulkans darstellt und die Küste überblickt. 
Die Siedlungen in der Nähe des Sees sind River Sallee im Norden, Mount Rose im Westen und La Poterie und Tivoli im Süden. Bei La Poterie befindet sich auch die „River Antoine Distillery“. Ursprünglich war ein Rundweg angelegt worden, der jedoch nicht mehr unterhalten wird.

## Natur
Am Nord- und Westrand des Sees wird Landwirtschaft betrieben. Der Ostrand ist der Natur überlassen. Dort kann man vor allem verschiedenste Vogelarten beobachten: Indianerblässhuhn (Fulica americana), Schwarzkopf-Ruderente (Oxyura jamaicensis), Reiher, Schneckenweih (Rostrhamus sociabilis), Mohrenreisknacker (Sporophila crassirostris), Grauer Königstyrann (Tyrannus dominicensis) und Rallenkranich (Aramus guarauna).